# Łuki (obwód brzeski)
Łuki (biał. Лукае; ros. Лукое) – chutor na Białorusi, w obwodzie brzeskim, w rejonie stolińskim, w sielsowiecie Struga, w pobliżu granicy z Ukrainą.
W dwudziestoleciu międzywojennym leżały w Polsce, w województwie poleskim, w powiecie stolińskim, do 18 kwietnia 1928 w gminie Terebieżów, następnie w gminie Wysock. Po II wojnie światowej w granicach Związku Sowieckiego. Od 1991 w niepodległej Białorusi.